# It's Only Right and Natural
It's Only Right and Natural è il secondo album in studio della band statunitense The Frogs, pubblicato nel 1989. L'album divenne noto, oltre che per il sostegno ricevuto da Nirvana, Pearl Jam e Smashing Pumpkins, anche per l'ironia dei testi che prendeva di mira gli stereotipi omosessuali e razziali. Era uno degli album preferiti da Kurt Cobain.

## Storia
I brani venero improvvisati dai fratelli Jimmy e Dennis Flemion durante la registrazione del loro primo album.
Gerard Cosloy, che all'epoca era responsabile dell'Homestead, entrò in possesso di alcuni nastri improvvisati fatti in casa dei Flemion i quali inizialmente speravano che la Homestead ripubblicasse il loro album di debutto ma Cosloy li convinse invece a pubblicare un album a tematiche gay. L'album era stato registrato su un sistema 4 tracce reel-to-reel nel soggiorno della casa di Dennis e originariamente era nato come semplice divertimento dei fratelli Flemion e dei loro amici e non era stato considerato per la pubblicazione.
La maggior parte delle canzoni dell'album trattano di stereotipi associati all'omosessualità. I testi sono satirici e ritraggono gli stereotipi in modo assurdamente esagerato. Poco prima dell'uscita dell'album, i due Flemion fecero un concerto a tema gay, con Dennis che indossava un tipico abito da marinaio rosa. Il pubblico che conosceva i Frogs dal loro materiale precedente era spesso confuso da questo cambio di direzione. Da allora l'album è diventato un classico underground. La copertina dell'album raffigura un giovanissimo Dennis Flemion che indossa un bottone del gay pride. L'album era un bersaglio frequente dei cristiani conservatori al momento della sua uscita, ed è stato presentato nella serie di video "Hell's Bells: The Dangers of Rock 'N' Roll".
La band è stata scelta da Animal Collective per eseguire l'album nella sua interezza al festival All Tomorrow's Parties da loro curato nel maggio 2011
Nel trentesimo anniversario l'album venne ristampato.

## Tracce
1. "I've Got Drugs (Out of the Mist)" – 2:20
2. "I Don't Care If U Disrespect Me (Just So You Love Me)" – 2:04
3. "Hot Cock Annie" – 2:19
4. "These Are the Finest Queen Boys (I've Ever Seen)" – 2:12
5. "Rosy Jack World" – 2:23
6. "Someone's Pinning Me to the Ground" – 1:44
7. "Baby Greaser George" – 1:54
8. "(Thank God I Died in) The Car Crash" – 2:12
9. "Gather 'Round for Savior #2" – 2:35
10. "Richard Dick Richards" – 1:40
11. "Men (Come on Men)" – 2:39
12. "Dykes Are We" – 3:02
13. "Been a Month Since I Had a Man" – 2:27
14. "Homos" – 1:55